# Verkaån (Skåne)

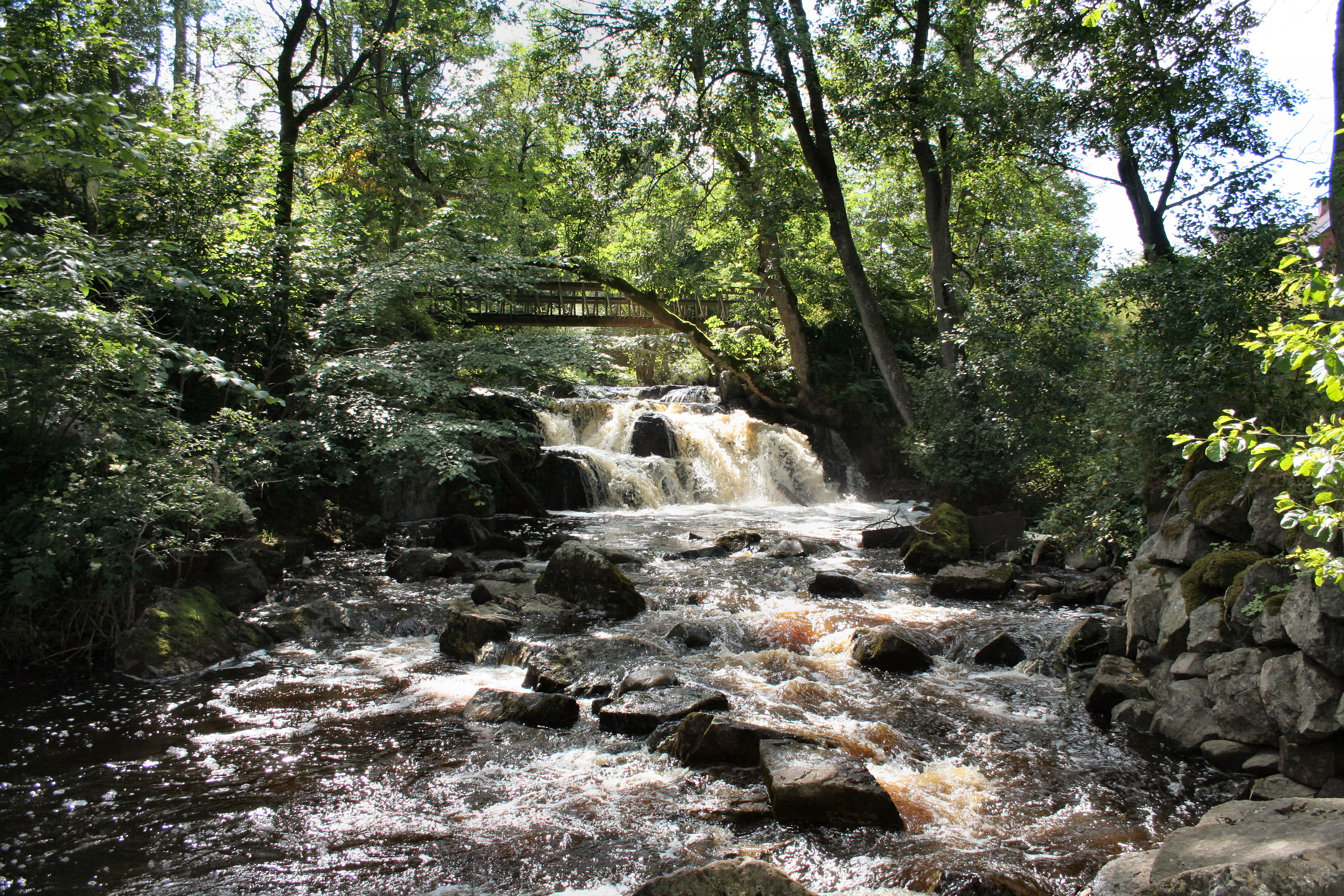
Vattenfallet vid Hallamölla.

Verkaån (även Verkeån eller Skepparpsån) är ett vattendrag i östra Skåne. Den totala längden, med biflöden, är 50 kilometer och fallhöjden 180 meter.
Verkaån rinner upp på Linderödsåsen i Hörby kommun och flyter ut i Hanöbukten vid Skepparp på Österlen.
Från källorna i trakten av Långaröd rinner ån i sydöst ner mot Christinehof och Andrarums alunbruk. Ån får här ett tillflöde från Verkasjön, och därifrån även sitt namn. Någon kilometer nedströms ligger Hallamölla med Skånes högsta sammanhängande vattenfall vilka har en total höjd av 23 meter. Verkaån viker där mot öster, med en lätt dragning mot norr, och flyter förbi Brösarp och Ravlunda på sin väg mot Östersjön. Strax uppströms åmynningen finns Örakaren – en gammal anläggning för öringfiske i form av träkistor med mellanliggande stenbryggor - där man under hösten kan få se lekvandrande havsöring hoppa.
Trakten kring Verkaåns utlopp är gammal kulturbygd med fornlämningar som Havängsdösen.
Flera naturreservat har inrättas utmed ån: 
1. Verkeån Agusa-Hallamölla
2. Verkeån delområde 1
3. Verkeån del II:2 Blästorp

## Galleri

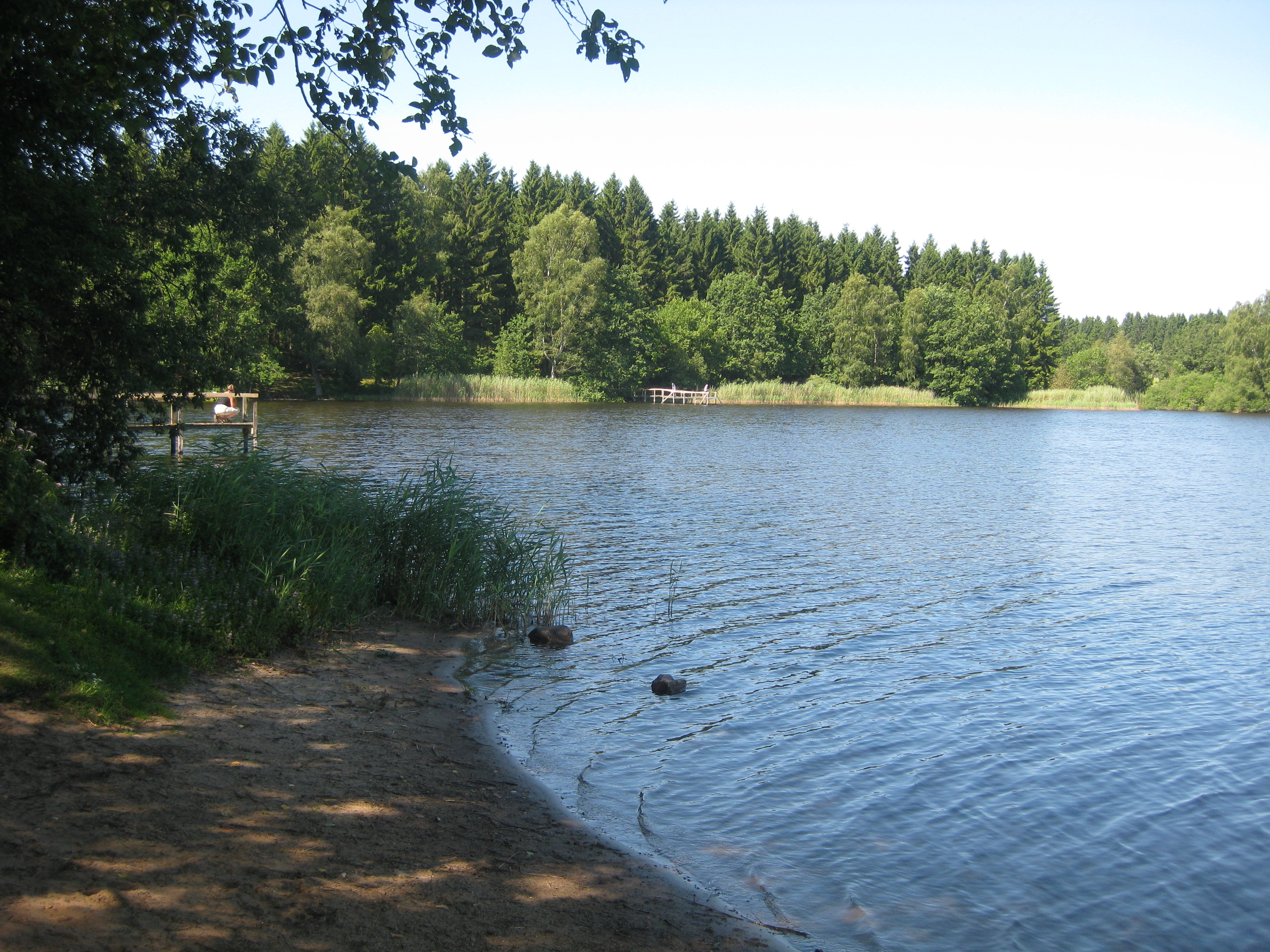
Verkasjön
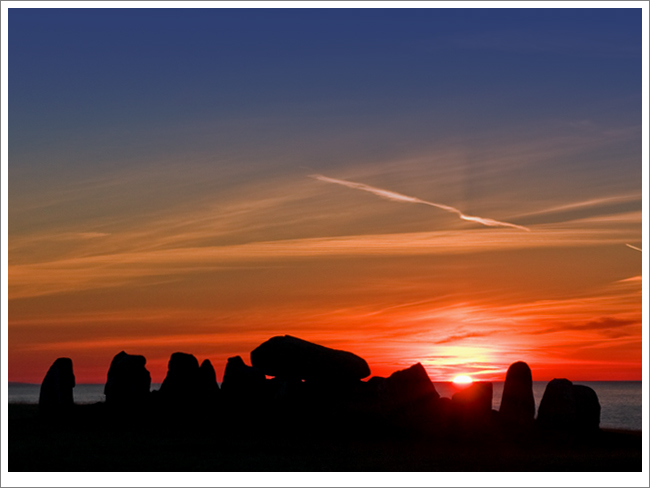
Soluppgång vid Havängsdösen.
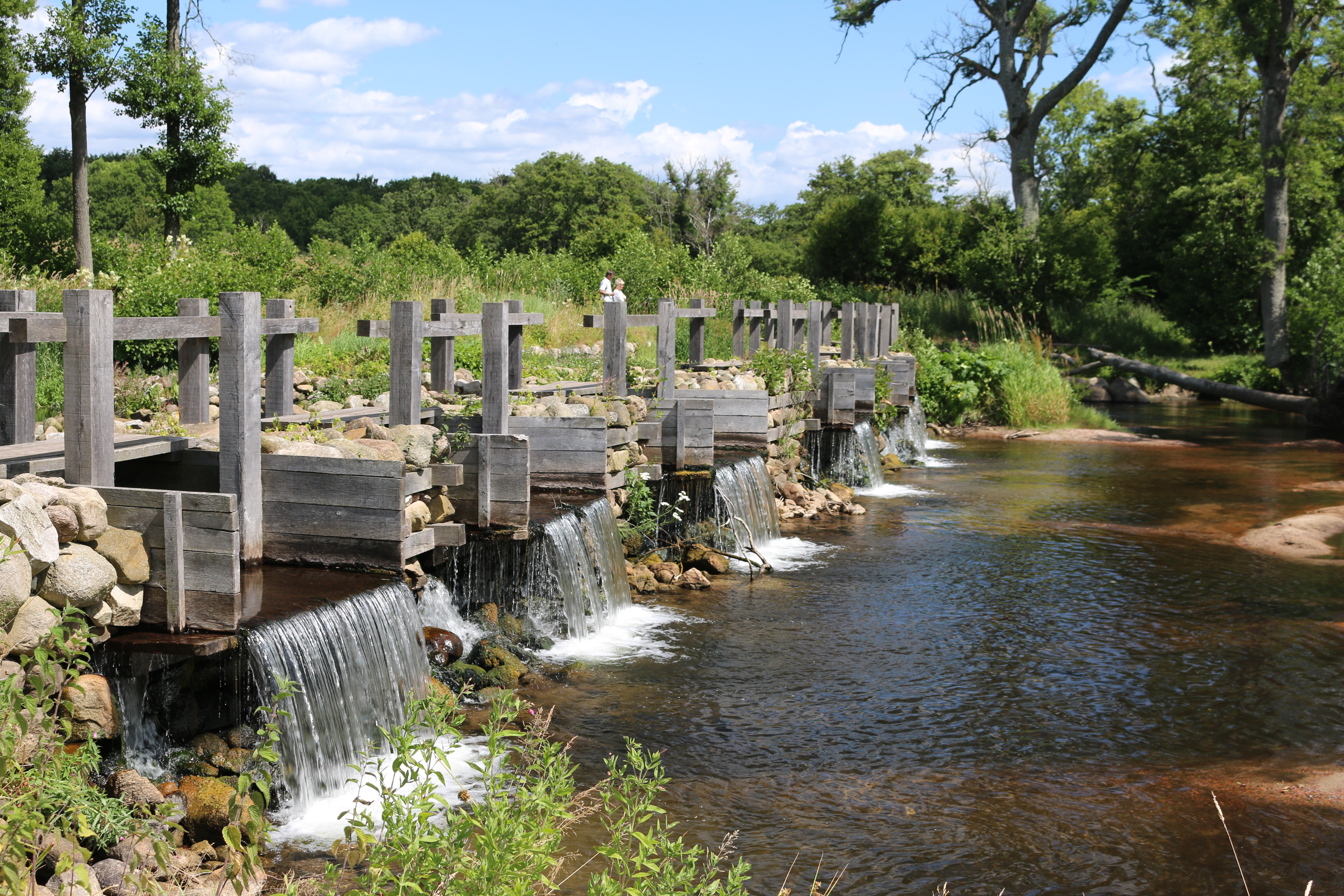
Örakaren nära mynningen vid Haväng.